# Polacy w obwodzie winnickim

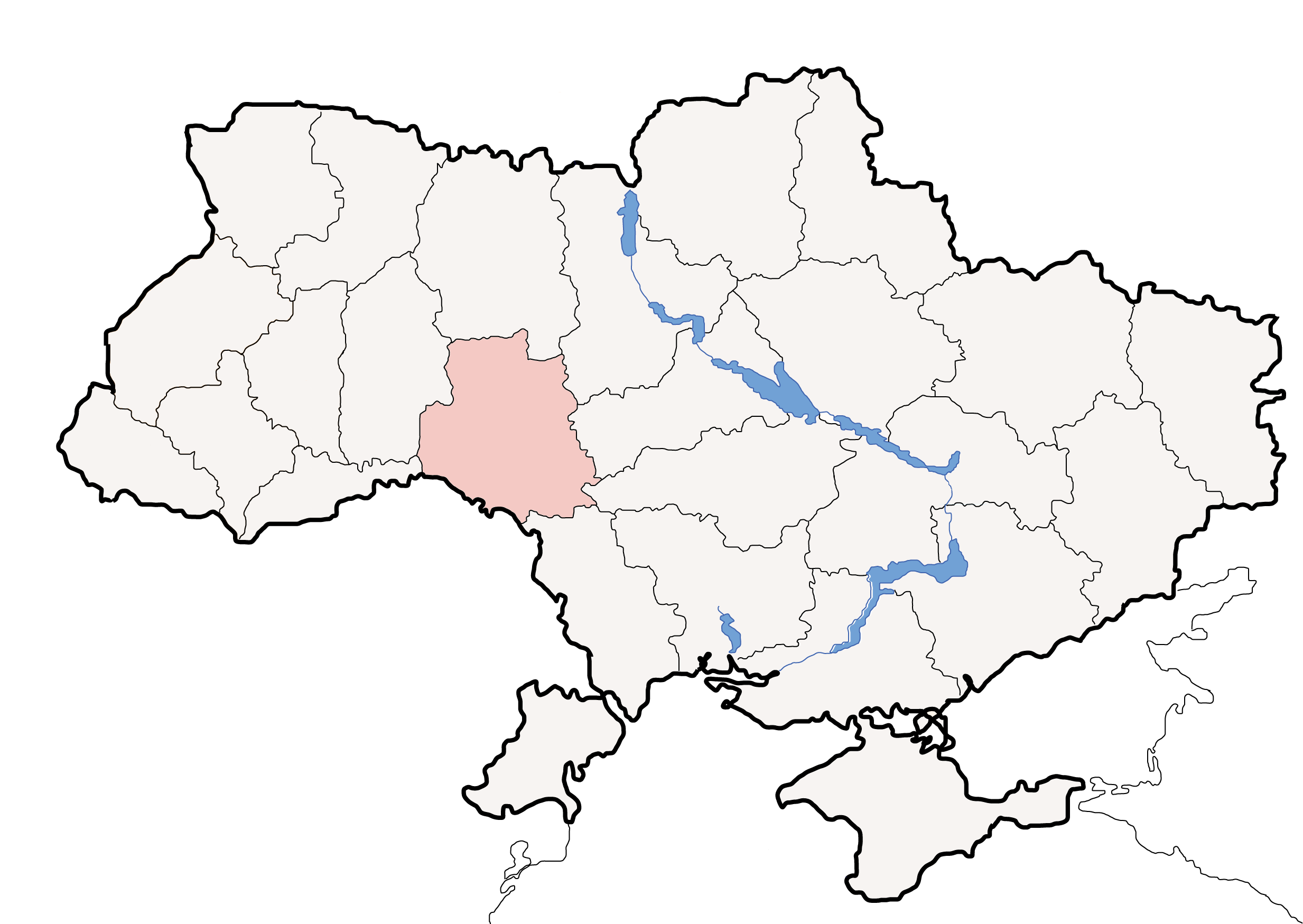
Obwód winnicki na mapie administracyjnej Ukrainy

Polacy w obwodzie winnickim – na terenie obwodu winnickiego, według danych spisu powszechnego z 2001 roku, mieszka 3,7 tysiąca osób deklarujących narodowość polską. 

## Historia
Początki osadnictwa polskiego na Podolu przypadają na połowę XIV wieku. Po Unii Lubelskiej Winniczyzna stała się częścią Korony w ramach Rzeczypospolitej. Pierwszą polską szkołę w Winnicy jezuici zaczęli budować w 1614 r. W wyniku drugiego rozbioru Polski Winniczyzna znalazła się w Imperium Rosyjskim. Polską szkołę w Winnicy zamknięto po powstaniu listopadowym. Władze rosyjskie zaostrzyły represje wobec Polaków po powstaniu styczniowym. Zabraniano używania języka polskiego w instytucjach publicznych, uczniom zakazywano czytania po polsku oraz posiadania polskich książek. Sytuacja Polaków nieco uległa poprawie po 1905 roku. 
Liczba polskich szkół w obwodzie winnickim przed 1935 rokiem wynosiła 191. W tym czasie istniało także ponad 200 szkół mieszanych. Władze radzieckie jednak zamknęły polskie szkoły. W Winnicy ostatnia polska szkoła zakończyła działalność w 1936. W latach 1937–1938 represje wobec Polaków były najbardziej nasilone. W ramach operacji polskiej NKWD na podstawie rozkazu nr 00485 dokonano masowych aresztowań. Większość osób aresztowanych została rozstrzelana m.in. podczas mordu w Winnicy.
W 1959 r. w obwodzie winnickim mieszkało około 20,8 tys. Polaków.
Proces narodowo-kulturalnego odrodzenia polskiej mniejszość rozpoczął się po rozpadzie ZSRR i powstaniu niepodległej Ukrainy. Obecnie kultywowaniu polskości służy pięć działających przy polskich organizacjach szkół sobotnio-niedzielnych. W Winnicy odbywa się doroczny festiwal kultury polskiej organizowany przez Związek Polaków Winniczyzny. Ponadto w Winnicy mieści się redakcja miesięcznika i portalu internetowego Słowo Polskie. W 2016 roku w Barze otwarto Dom Polski. 
Od 2009 roku w Winnicy znajduje się konsulat generalny Rzeczypospolitej Polskiej. 

## Liczba ludności polskiej
Według danych opartych na spisach przeprowadzonych po drugiej wojnie światowej liczba ludności polskiej w obwodzie winnickim stale maleje. W Polsce kwestionowano jednak wyniki spisów pochodzących sprzed 1991 r.
| 1959 | 1970 | 1979 | 1989 | 2001 |
| ---- | ---- | ---- | ---- | ---- |
| 20,8 | 13,4 | 10,8 | 8,4  | 3,7  |